# Grüne Tomaten
Grüne Tomaten ist ein US-amerikanischer Spielfilm des Regisseurs Jon Avnet aus dem Jahr 1991. Vorlage für das Drehbuch war Fannie Flaggs gleichnamiger Roman (Fried Green Tomatoes at the Whistle Stop Cafe).

## Handlung
Evelyn Couch, eine Hausfrau zu Beginn der Wechseljahre und sehr spärlich mit Selbstbewusstsein ausgestattet, führt eine unglückliche Ehe. Im Altersheim des Südstaaten-Provinzstädtchens, in dem sie wöchentlich die Tante ihres Ehemanns Ed besucht, freundet sie sich mit der vorübergehend hier lebenden Seniorin Ninny Threadgoode an, die ihr die tragisch-komische Lebensgeschichte eines einst dort heranwachsenden Mädchens in den 1920er und 1930er Jahren erzählt (im Film durch Rückblenden dargestellt, die den Hauptteil der Lauflänge ausmachen):
Idgie Threadgoode, ein eigenwilliges, widerspenstiges kleines Mädchen, fühlt sich nur von ihrem großen Bruder Buddy verstanden. Doch Buddy, der sich in die hübsche Ruth Jamison verliebt hat, verunglückt bei einem tragischen Unfall tödlich. Idgie ist verbittert; erst nach Jahren entwickelt sie allmählich eine innige Freundschaft zu Ruth, die als die bravere der beiden der draufgängerischen Idgie (die von Ruth als Bienenbetörerin bezeichnet wird) zögernd folgt. Das geht so lange, bis Ruth heiratet und nach Georgia fortzieht.
Als Idgie ihre Freundin dort einige Jahre später besucht, erfährt sie, dass Ruth von ihrem Ehemann geschlagen wird. Einige Zeit später erhält Idgie einen Brief von Ruth, in dem sie ihr mitteilt, dass ihre Mutter inzwischen verstorben sei und sie nun bereit für ein neues Leben sei. Idgie, inzwischen eine überaus selbstbewusste, burschikose Frau, kehrt in Begleitung des schwarzen Arbeiters Big George und ihres Bruders Julian zurück, „entführt“ die schwangere Ruth von ihrem Mann und nimmt sie bei sich auf. Gemeinsam betreiben sie in dem kleinen Ort Whistle Stop in Alabama das Whistle Stop Café, wo die titelgebenden gebratenen grünen Tomaten angeboten werden.
Zum einen müssen sie sich gegen rassistische Zeitgenossen behaupten, aus deren Sicht es sich nicht gehört, Afroamerikaner zu bedienen, zum anderen auch gegen Ruths Ehemann Frank Bennett, der sie aufsucht und ihr das Kind wegnehmen will. Kurz nach seinem Auftauchen ist er spurlos verschwunden. Idgie wird deswegen Jahre später des Mordes angeklagt. In der Verhandlung lenkt Idgie den Mordverdacht vorsätzlich auf sich. Gemeindepfarrer Reverend Scroggins hilft Idgie überraschend mit einem Meineid, wobei dieser allerdings nicht auf die Bibel, sondern auf eine schwarz eingebundene Ausgabe von Moby Dick schwört. Idgie wird freigesprochen. Erst später stellt sich heraus, dass der aggressive Ehemann von der afroamerikanischen Köchin Sipsey in Notwehr mit einer gusseisernen Bratpfanne erschlagen wurde. Sipsey hätte bei der Konstellation „Täter schwarz, Opfer weiß, Sheriff beim Ku-Klux-Klan“ vor Gericht keine Chance gehabt. Ihr Sohn Big George verarbeitet auf Anregung von Idgie die Leiche zu Barbecue, das sogar der mit der Vermisstenanzeige befasste Sheriff Curtis Smoote als vorzüglich lobte.
Wenige Jahre später muss Idgie einen bitteren Verlust hinnehmen, als Ruth 1939 an Krebs stirbt.
Im Verlauf der von Ninny Threadgoode erzählten Geschichte entwickelt Evelyn zunehmend Selbstbewusstsein. Beispielsweise setzt sie sich auf rabiate Weise gegen zwei junge Frauen zur Wehr, die ihr den Parkplatz vor der Nase weggeschnappt haben. Auch Ehemann Ed bekommt Evelyns Wesenswandel zu spüren, indem sie sich entschließt, die wohnsitzlose Ninny bei sich aufzunehmen. Als Evelyn Ninny in Whistle Stop über ihr Vorhaben in Kenntnis setzt, lenkt Ninny Evelyns Aufmerksamkeit auf den Grabstein von Ruth. Dort befindet sich ein Glas frischen Honigs mit der schriftlichen Widmung „Ich werde dich ewig lieben. Die Bienenbetörerin“. Eine Ahnung klingt auf, dass die alte Frau ihre eigene Geschichte erzählt hat.

## Unterschiede zwischen Film und Roman
- Am Ende des Buchs stirbt Ninny, im Film hingegen stirbt eine Mitbewohnerin und Evelyn lädt Ninny ein, bei ihr und ihrem Mann Ed zu leben.
- Im Film wird das lesbische Verhältnis zwischen Idgie und Ruth mit einem Lebensmittel-Gefecht angedeutet, das eine Liebesszene symbolisieren soll, wie der Regisseur im Audiokommentar der DVD bestätigt.
- Im Film besteht zwischen Buddy und Ruth eine Liebesbeziehung, bevor dieser verunglückt, während er im Buch die Kneipierstochter Eva Bates liebt und Ruth erst später eingeführt wird.
- Im Buch leistet Onzell, Big Georges Ehefrau, Sterbehilfe durch eine Überdosis Morphium, als Ruth im Sterben liegt. Der Film zeigt, dass Ruth zuletzt die Medikamente ablehnt und danach stirbt.
- Im Film weiß Ninny, dass Sipsey Frank Bennet erschlagen hat. Im Buch betont sie, dass niemand die Wahrheit kenne. Der Mord wird von einem anonymen Erzähler geschildert.
- Im Film tritt Ruth bei der Gerichtsverhandlung gegen Idgie als Zeuge für die Verteidigung auf. Im Buch ist Ruth da schon tot.
- Im Film hilft Ruth Idgie dabei einen Zug auszurauben, dabei schreit Idgie "Towanda !" Diesen Kampfschrei nimmt Evelyn auf, als sie das Auto der frechen Mädchen rammt. Im Buch kommt Evelyn selbst auf Towanda und man erfährt erst spät, dass Idgie der berüchtigte Zugräuber war.

## Synchronisation
| Rolle              | Schauspieler          | Synchronsprecher         |
| ------------------ | --------------------- | ------------------------ |
| Evelyn Couch       | Kathy Bates           | Traudel Haas             |
| Idgie Threadgoode  | Mary Stuart Masterson | Daniela Hoffmann         |
| Ruth Jamison       | Mary-Louise Parker    | Katja Nottke             |
| Ninny Threadgoode  | Jessica Tandy         | Tilly Lauenstein         |
| Buddy Threadgoode  | Chris O’Donnell       | Markus Hoffmann          |
| Mama Threadgoode   | Lois Smith            | Marianne Lutz            |
| Sipsey             | Cicely Tyson          | Luise Lunow              |
| Ed Couch           | Gailard Sartain       | Klaus Sonnenschein       |
| Grady Kilgore      | Gary Basaraba         | Engelbert von Nordhausen |
| Big George         | Stan Shaw             | Martin Keßler            |
| Reverend Scroggins | Richard Riehle        | Frank-Otto Schenk        |
| Smokey Lonesome    | Timothy Scott         | Heinz Palm               |
| Curtis Smoot       | Raynor Scheine        | Reinhard Kuhnert         |
| Frank Bennett      | Nick Searcy           | Leon Boden               |

## Kritiken
- epd Film 9/1992: Wenige Filme vermögen den Betrachter zu bewegen, ohne ihn in den Abgrund der Sentimentalität zu stürzen. Grüne Tomaten ist eine reine Freude. Wer es satt hat, sich von künstlichen Leiden und Leidenschaften à la Leo Carax’ Die Liebenden von Pont-Neuf oder Verhoevens faden „Basisinstinkten“ exaltieren zu lassen, wird in Jon Avnets Film etwas finden, das heute bestenfalls als altmodisch gilt – eine gänzlich undogmatische Anstiftung zur Menschlichkeit.
- film-dienst 18/1992: Die nostalgisch gehaltenen Erinnerungen korrespondieren zwar mit den Gegenwartsszenen, verbinden sich aber nie zu einer tieferen Betrachtung des Themas Freundschaft. Einige schauspielerische Glanzleistungen und eine stimmungsvolle Kameraarbeit geben dem Film trotz einiger Längen noch einen gewissen Reiz.[5]

## Drehort
Obwohl der Film und das Buch das Whistle Stop Café im Bundesstaat Alabama verorten, wurde der Film in dem kleinen Ort Juliette in Georgia (etwa auf halber Strecke zwischen Atlanta und Macon) gedreht. Dort steht immer noch das Whistle Stop Cafe direkt an der im Film dargestellten Bahnlinie und Staustufe und ist als Restaurant und Touristenattraktion in Betrieb.

## Auszeichnungen
- 1992: Nominiert für den Oscar in den Kategorien Beste Nebendarstellerin (Jessica Tandy) und Bestes adaptiertes Drehbuch
- 1992: Nominiert für den Golden Globe in den Kategorien Bester Film – Musical/Comedy, Beste Hauptdarstellerin (Kathy Bates) und Beste Nebendarstellerin (Jessica Tandy)
- 1992: Gewann den USC Scripter Award und den Writers Guild of America Award für das beste Drehbuch (Fannie Flagg und Carol Sobieski)
- 1992: Gewann den Artios Award der Casting Society of America für das Casting (David Rubin)
- 1993: Nominiert für den BAFTA Award in den Kategorien Beste Hauptdarstellerin (Jessica Tandy) und Beste Nebendarstellerin (Kathy Bates)
- 1993: Gewann den Young Artist Award für die beste Darstellerin unter 10 Jahren (Nancy Moore Atchison)
- 1993: Gewann den BMI Film Music Award für die Filmmusik (Thomas Newman)